# Аделаида Рейнфельденская
Аделаида Рейнфельденская (Аделаида Швабская; ок. 1065—1090) — королева Венгрии как супруга короля Ласло I.

## Биография
Аделаида была дочерью Рудольфа Швабского и Аделаиды Туринской. Она родилась около 1065 года. Её тетя по материнской линии, Берта Савойская, была женой императора Священной Римской империи Генриха IV.
Около 1077 или 1078 года Аделаида вышла замуж за Ласло I, члена династии Арпадов. Ласло согласился поддержать Рудольфа Швабского в его борьбе за трон против императора Генриха IV. В 1079 году мать Аделаиды умерла, а в 1080 году её отец пал в битве при Эльстере.
В 1081 году папа Григорий VII написал письмо Аделаиде, призывая её склонить мужа к поддержке монастырей и щедрости по отношению к бедным и слабым.
В браке Аделаиды и Ласло I родились двое детей:
- Пирошка (с 1080 — 13 августа 1134), ставшая женой императора Византии Иоанна II
- неизвестная дочь (?—?), ставшая женой князя Ярослава Волынского.

Аделаида умерла в мае 1090 года; её муж пережил её на 5 лет. Она была похоронена в Веспреме.